# Kolana ligurina
Espèce
Kolana ligurina est une espèce de lépidoptères (papillons) de la famille des Lycaenidae, sous-famille des Theclinae et du genre Kolana.

## Dénomination
Kolana ligurina a été décrit par William Chapman Hewitson en 1874 sous le nom initial de Thecla ligurina et Thecla corolena.

### Nom vernaculaire
Kolana ligurina se nomme Ligurina Hairstreak en anglais.

## Description
Kolana ligurina est un petit papillon aux antennes et aux pattes annelées de blanc et de noir, avec une longue queue et une très courte à chaque aile postérieure.
Le dessus est bleu clair métallisé largement bordé de beige foncé avec aux ailes antérieures une tache beige proche du milieu du bord costal.
Le revers est beige avec, aux ailes postérieures, deux lignes blanches et deux gros ocelles orange pupillés de marron, un entre les deux queues et un en position anale.

## Écologie et distribution
Kolana ligurina est présent au Mexique, au Nicaragua, au Costa Rica, au Salvador, au Brésil et en Guyane,.

### Protection
Pas de statut de protection particulier.